# 伯納斯街惡作劇

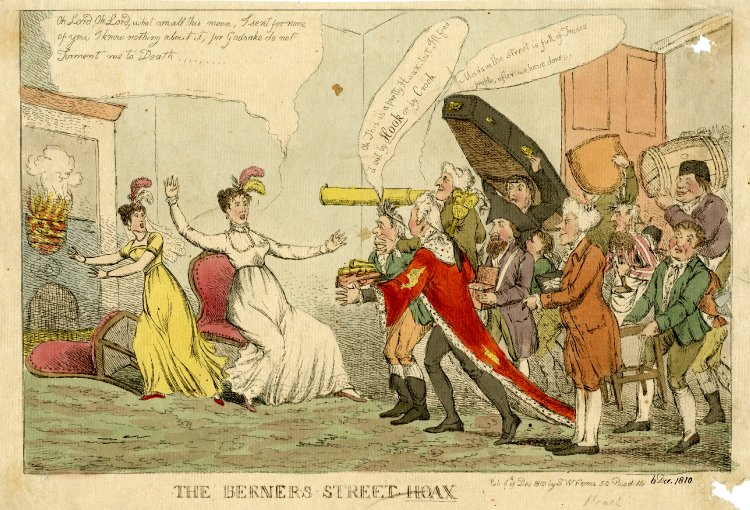
威廉·希斯創作的惡作劇諷刺畫

伯納斯街惡作劇（Berners Street hoax）是英格蘭作家西奧多·胡克於1810年在倫敦西敏區策劃的事件。他與友人打賭能在短時間內讓任意一處房產成為全倫敦話題焦點。胡克耗時六週發出四千封信件，要求商家於11月27日不同時段前往西敏區伯納斯街54號送貨或服務。受邀名流包括英格蘭銀行和東印度公司主席、格洛斯特和愛丁堡公爵以及倫敦市長。
胡克與友人在54號對面租屋觀察。當日清晨五點，煙囪清潔工率先抵達，隨後數百名各行各業代表蜂擁而至：拍賣商、殯葬業者、食品商、肉販、烘焙師、糕點師、舞蹈教師；送貨物資包含管風琴、傢俱、煤炭、結婚蛋糕、餐飲乃至棺材。警方出動疏導人潮，但直到下午五點最後一批應徵家務職位的傭工抵達後，街道才恢復暢通。
胡克當年未被指認，但二十五年後在自傳小說坦承犯行。此惡作劇在英法各地被模仿，並成為舞台劇、歌曲與漫畫題材。

## 事件背景
西奧多·胡克是喜劇歌劇與鬧劇作家，生性喜好惡作劇。歷史學家茱迪絲·法蘭德指出其惡作劇名氣堪比文學成就。事發時他年僅22歲。

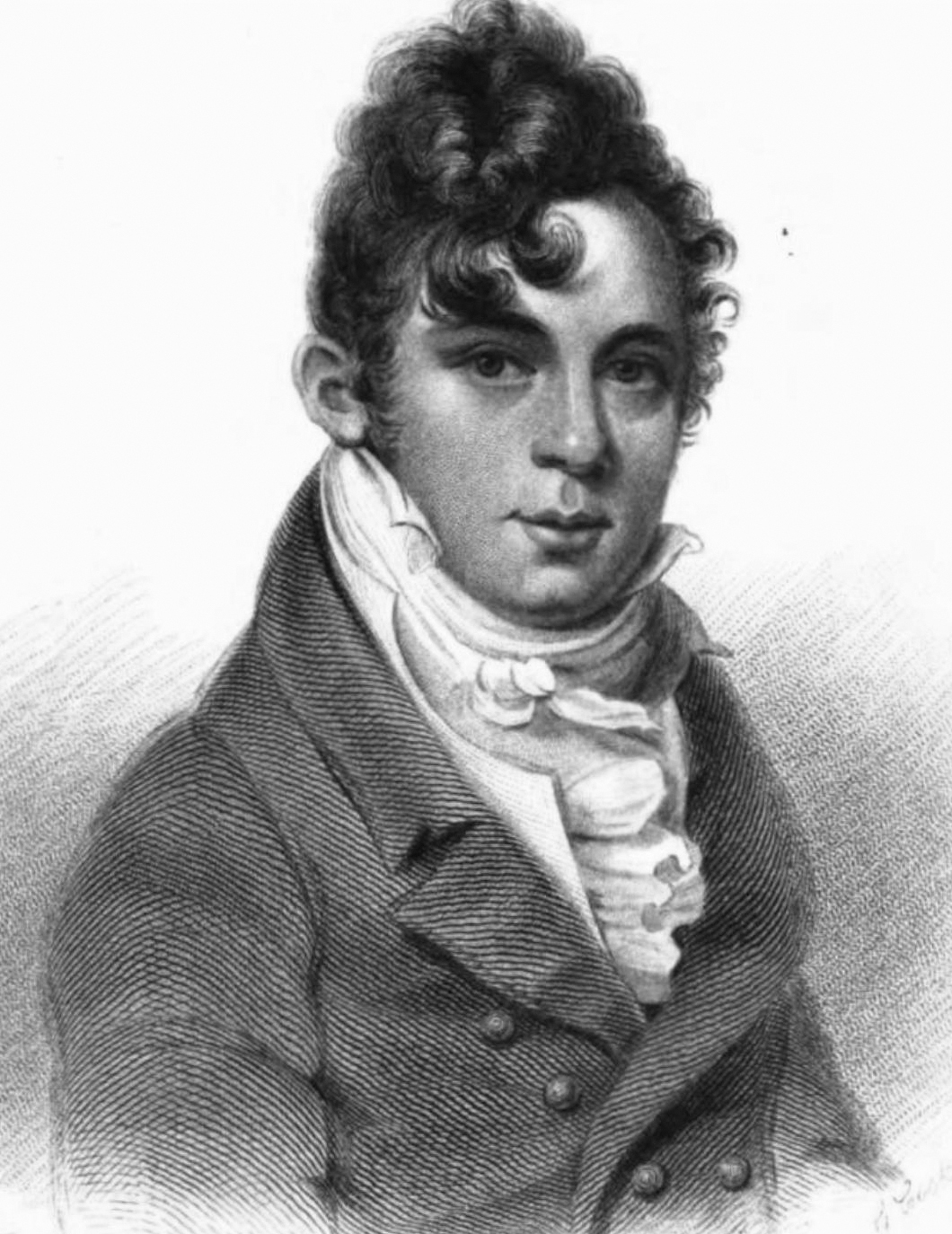
惡作劇主謀西奧多·胡克（約1810年）

惡作劇籌備始於1810年10月，胡克有兩名助手協助，其中一名女性據傳後來成為知名演員。他們以不同名義發出數千封信件，收件者均被要求造訪伯納斯街54號的托特納姆太太（Mrs Tottenham）。
信件內容因對象而異：商人收到「商議地產交易」通知；運輸業者被要求提供「四馬驛車前往巴斯」；舞蹈教師則獲邀「指導女兒舞藝」。銀行與東印度公司主席收到「舉報詐騙案」邀請；格洛斯特公爵則接獲「家僕臨終探視」請求。
1810年11月，胡克隨手指向54號房屋，以一基尼金幣賭注宣稱能使其成為倫敦焦點。

## 惡作劇現場

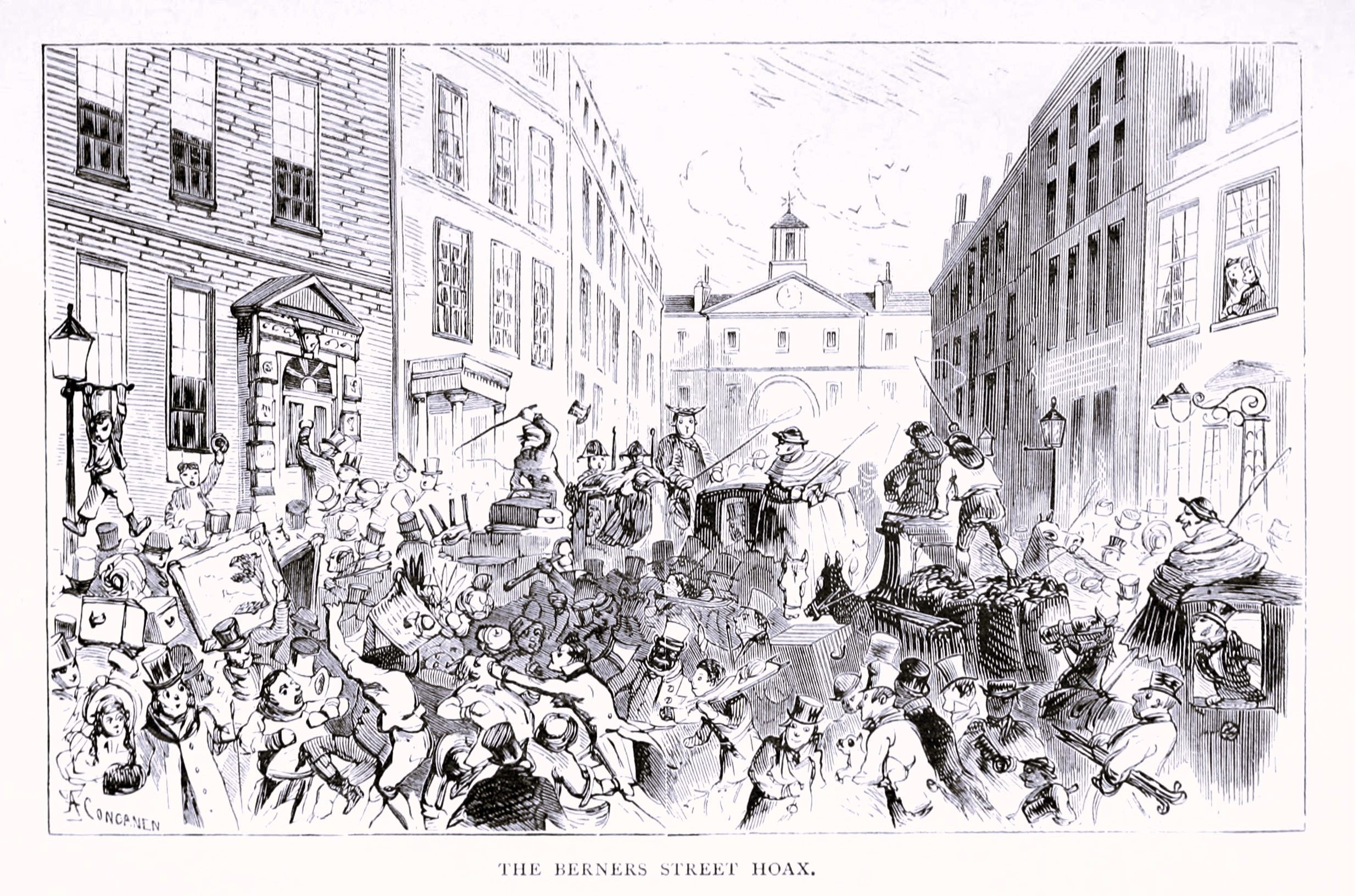
惡作劇當日想像圖：伯納斯街擠滿馬車、商人與圍觀者

胡克團隊在對街租屋監看。11月27日清晨五點，煙囪清潔工率先敲門稱應召而來，隨後數十輛運煤車從帕丁頓碼頭抵達。十二名烘焙師送來精緻結婚蛋糕，製鞋匠接踵而至。據泰晤士報記載：「滿載傢俱的貨車、管風琴、鋼琴、珠寶等物堵塞54號門前，商賈焦慮，群眾哄笑」。
重要人物陸續現身：銀行與東印度公司主席、格洛斯特公爵，以及帶著訂製棺材的殯葬業者。四十名魚販攜龍蝦鱈魚、四十名肉販扛羊腿、五十名糕點師帶二千五百個覆盆子塔接連到場。盛裝乘官用馬車抵達的市長喬書亞·史密斯未停留，徑直前往馬爾伯勒街治安法庭調派警力。
警方封鎖街道兩端，但人潮持續湧入。下午五點最後一批應徵僕役者抵達，直至入夜人群方散。

## 後續發展
懸賞緝凶未果，胡克避居鄉間。1835年他在自傳小說《吉伯特·格尼》坦承犯行：
世間樂趣莫過於此...伯納斯街盛況正是本人手筆！原創才堪稱完美，拙劣模仿不值一提
此惡作劇在英法被複製，成為歌謠漫畫素材，更被啞劇引用多年。1841年胡克逝世後，其友南茜·馬修斯聲稱真凶實為「當今教會最嚴謹人士」，並指胡克僅在貝德福德街策劃過小型版本。
選擇社交名媛托特納姆太太為目標的原因成謎。2008年《牛津國家人物傳記大辭典》稱屬隨機選擇；記者羅伯特·錢伯斯1879年著作提及雙方早有嫌隙但未詳述。截至2025年，伯納斯街54號現為桑德森酒店所在。